# Oper! Awards

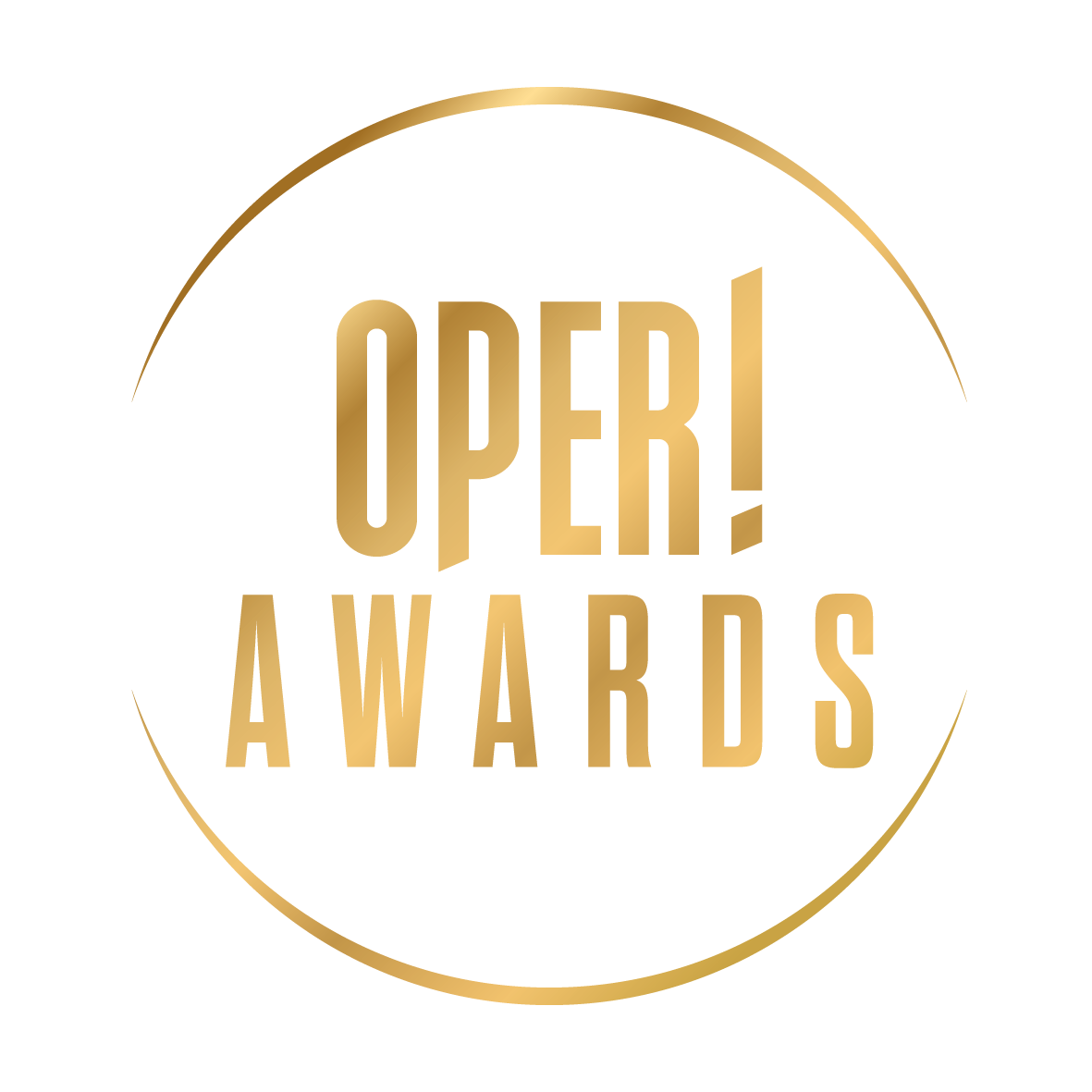
Logo der Oper! Awards

Die Oper! Awards (Eigenschreibweise OPER! AWARDS) wurden 2019 von der Fachzeitschrift Oper! etabliert und sind Deutschlands einziger internationaler Opernpreis. Die Oper! Awards werden jährlich im Rahmen einer öffentlichen Preisverleihungsgala an die weltweit besten Künstler und Akteure auf und hinter der Bühne verliehen. Veranstaltungsort ist jeweils das Gewinnerhaus in der Kategorie „Bestes Opernhaus“. Über die Awards in insgesamt 20 Kategorien entscheidet die Jury aus Fachjournalisten.

## Preisträger
Beste Sängerin
- 2019: Joyce DiDonato
- 2020: Anita Ratschwelischwili
- 2023: Lisette Oropesa
- 2024: Ermonela Jaho
- 2025: Corinne Winters[1][2]

Bester Sänger
- 2019: Piotr Beczała
- 2020: Benjamin Bernheim
- 2023: Michael Volle
- 2024: Michael Spyres
- 2025: Klaus Florian Vogt[3]

Bestes Opernhaus
- 2019: Opernhaus Zürich
- 2020: Staatsoper Hannover[4][5]
- 2023: Oper Dortmund
- 2024: De Nationale Opera Amsterdam (Dutch National Opera)
- 2025: Théâtre Royal de la Monnaie[6]

Bester Dirigent
- 2019: Joana Mallwitz
- 2020: Oksana Lyniv[7]
- 2023: Gianandrea Noseda
- 2024: Nathalie Stutzmann
- 2025: Pablo Heras-Casado

Bester Regisseur
- 2019: Frederic Wake-Walker
- 2020: Tobias Kratzer[8]
- 2023: Claus Guth
- 2024: Lydia Steier
- 2025: Tobias Kratzer[9]

Bestes Orchester
- 2019: Bayerisches Staatsorchester
- 2020: Wiener Philharmoniker
- 2023: Berliner Philharmoniker
- 2024: Orchester des Teatro alla Scala
- 2025: Ensemble Pygmalion

Bester Chor
- 2019: Chor der Bayerischen Staatsoper
- 2020: Chor der Oper Köln
- 2023: Slowakischer Philharmonischer Chor
- 2024: The Monteverdi Choir
- 2025: Ensemble Pygmalion

Beste Uraufführung
- 2019: Detlev Glanert: Oceane
- 2020: Pascal Dusapin: Macbeth Underworld
- 2023: Manfred Trojahn: Eurydice – Die Liebenden, blind
- 2024: Tobias Picker: Lili Elbe (am Theater St. Gallen)
- 2025: Detlev Glanert: Die Jüdin von Toledo, Semperoper Dresden

Beste Aufführung
- 2019: Pjotr Tschaikowski: Die Zauberin, Opéra de Lyon
- 2020: Jean-Philippe Rameau: Les Indes galantes, Opéra National de Paris
- 2023: Krzysztof Penderecki: Die Teufel von Loudun, Bayerische Staatsoper
- 2024: Bohuslav Martinů: The Greek Passion, Salzburger Festspiele
- 2025: Mieczysław Weinberg: Der Idiot, Salzburger Festspiele

Bester Bühnenbildner
- 2019: Neo Rauch
- 2020: Ersan Mondtag
- 2023: Ulrich Rasche
- 2024: Paul Zoller
- 2025: Christophe Coppens

Bester Kostümbildner
- 2019: Rosa Loy
- 2020: Josa Marx
- 2023: Ersan Mondtag und Annika Lu
- 2024: Klaus Bruns
- 2025: Christophe Coppens

Bestes Solo-Album
- 2019: Jodie Devos, Offenbach Colorature
- 2020: Piotr Beczała, Vincerò!
- 2023: Jonathan Tetelman: Arias
- 2024: Cyrille Dubois: So Romantique!
- 2025: Aigul Akhmetshina: Aigul

Beste Opern-Gesamtaufnahme
- 2019: Gaetano Donizetti: L’ange de Nisida (Label: Opera Rara)
- 2020: Hector Berlioz: Benvenuto Cellini (Label: Château de Versailles Spectacles)
- 2023: Giacomo Meyerbeer: Robert le diable (Label: Palazzetto Bru Zane)
- 2024: Jacques Offenbach: La princesse de Trébizonde (Label: Opera Rara)
- 2025: Giacomo Meyerbeer: Le prophète (LSO Live)

Bester Nachwuchskünstler
- 2019: Xabier Anduaga
- 2020: Bruno de Sá
- 2023: Konstantin Krimmel
- 2024: Huw Montague Rendall
- 2025: Maayan Licht

Beste Wiederentdeckung
- 2019: Jacques Offenbach: Barkouf, Opéra national du Rhin
- 2020: Paul Dessau: Lanzelot, Nationaltheater Weimar & Theater Erfurt
- 2023: Fokus ’33, Oper Bonn
- 2024: Georges Bizet: Ivan IV, Staatstheater Meiningen
- 2025: Amerika, Opernhaus Zürich

Bestes Zukunftsprojekt
- 2019: Oper Köln
- 2020: Junge Opern Rhein-Ruhr
- 2023: ohne Preisträger
- 2024: Green Opera an La Monnaie / De Munt
- 2025: Copenhagen Opera Festival

Bestes Festival
- 2019: Donizetti Opera Festival Bergamo
- 2020: Salzburger Festspiele
- 2023: Festival d’Aix-en-Provence
- 2024: Bayreuth Baroque
- 2025: Opernfestspiele Heidenheim

Lebens- und Ehrenpreis
- 2019: Edita Gruberová
- 2020: Hans Neuenfels
- 2023: René Jacobs
- 2024: Waltraud Meier
- 2025: Peter Konwitschny

Bester Förderer / Herausragendes Engagement
- 2019: Palazzetto Bru Zane – Centre de musique romantique française
- 2020: Musik-unterstützende Labore (Ermöglichung des Spielbetriebs durch kostenlose Zurverfügungstellung von Corona-Tests)
- 2023: Oksana Lyniv
- 2024: Stiftung der Royal Opera of Versailles
- 2025: François Duplat

Größtes Ärgernis
- 2019: Vertrags-Verlängerung von Daniel Barenboim / „Kirill-Serebrennikow-Shows“
- 2020: Fantasielosigkeit und passive Opferhaltung mancher Opernhäuser in der Pandemie[10]
- 2023: Umgang der Stadt Krefeld mit ihrem Theatervorplatz
- 2024: Programmatische Mutlosigkeit einiger Opernschaffender
- 2025: Berliner Kulturpolitik